# Ephedra nevadensis
Ephedra nevadensis är en kärlväxtart som beskrevs av Sereno Watson. Ephedra nevadensis ingår i släktet efedraväxter, och familjen Ephedraceae. Inga underarter finns listade i Catalogue of Life.

## Bildgalleri

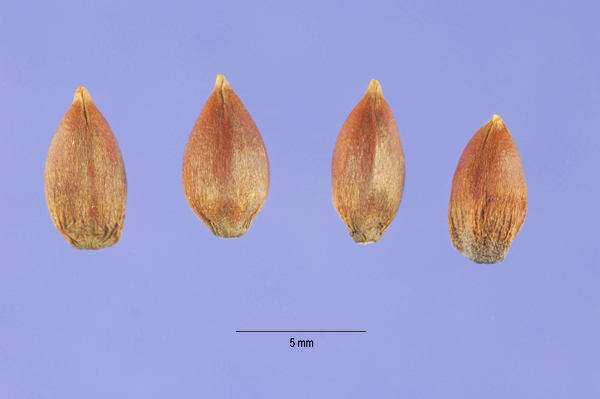